# مودی چانا
مودی چانا (انگلیسی: Moody Chana؛ زادهٔ ۷ ژانویهٔ ۱۹۹۹) بازیکن فوتبال اهل آلمان است.
وی همچنین در تیم ملی فوتبال جوانان آلمان بازی کرده‌است.